# 七龙珠ZII 激神弗利萨！！
《七龙珠ZII 激神弗力札！！》是一款由万代公司制作的电子角色扮演游戏。本游戏是七龙珠Z系列在FC的第二作，于1991年8月10日在FC游戏机发行。
本游戏的玩法与前作没有太多区别。游戏添加多种自动攻击，随着故事推进，游戏的进度变得更为容易。游戏内容为那美克星的故事。